# 四国縦貫自動車道
四国縦貫自動車道（しこくじゅうかんじどうしゃどう）は、起点を徳島市、終点を大洲市とする国土開発幹線自動車道（国幹道）の路線名である。略称は四国縦貫道（しこくじゅうかんどう）。
全区間が下記のとおり高速自動車国道の路線として指定されている。
| 起点   | 重要な経過地                                                         | 終点   |
| ------ | -------------------------------------------------------------------- | ------ |
| 徳島市 | 阿波市 美馬市 三好市 四国中央市 新居浜市 西条市 東温市 松山市 伊予市 | 大洲市 |

全区間が徳島自動車道や松山自動車道として供用中である。

## 沿革
- 1966年7月1日 : 四国縦貫自動車道として国幹道の予定路線となる。 
  - 四国縦貫自動車道 : 徳島市-徳島県三好郡池田町附近-松山市附近-大洲市
- 1985年3月27日 : 三島川之江IC-土居IC開通、初の供用開始。
- 2000年7月28日 : 伊予IC-大洲IC開通により、全線供用。

## 道路名
- E32徳島自動車道 徳島IC - 川之江東JCT
- E32高知自動車道 川之江東JCT - 川之江JCT（四国横断自動車道阿南四万十線と重複）
- E11松山自動車道 川之江JCT - 大洲IC